# Temporada 1956-1957 del FC Barcelona
Les dades més destacades de la temporada 1956-1957 del Futbol Club Barcelona són les següents:

## 1957

### Març
- 10 març - Golejada blaugrana al campió suec Norrkoping (7-1) en partit amistós jugat a Les Corts.

### Febrer
- 10 febrer - 22a. jornada de Lliga. Golejada del Barça al Las Palmas (6-1) a Les Corts. Villaverde, Bosch (2), Basora, Eulogio Martínez i Kubala de penal són els golejadors.
- 7 febrer - Amistós a Les Corts amb victòria blaugrana sobre el Ferrol (6-3)
- 3 febrer - 21a. jornada de Lliga. Victòria del Barça a Les Corts sobre l'Athlètic de Bilbao (2-0) amb gols de Just Tejada i Eulogio Martínez a la primera part. El Barça se segon a la taula a tres punts del Reial Madrid.

## Plantilla
Fonts:
|     |                           |      | Total | Total | Campionat de Lliga | Campionat de Lliga | Copa del Generalíssim | Copa del Generalíssim |
| P   | Jugador                   | País | PT    | Gols  | PT                 | Gols               | PT                    | Gols                  |
| --- | ------------------------- | ---- | ----- | ----- | ------------------ | ------------------ | --------------------- | --------------------- |
| POR | Antoni Ramallets          |      | 36    | -43   | 29                 | -35                | 7                     | -8                    |
| POR | Pere Estrems              |      | 1     | -2    | 1                  | -2                 |                       |                       |
| DEF | Ferran Olivella           |      | 34    |       | 27                 |                    | 7                     |                       |
| DEF | Sígfrid Gràcia            |      | 29    | 1     | 27                 | 1                  | 2                     |                       |
| DEF | Joaquim Brugué            |      | 27    |       | 24                 |                    | 3                     |                       |
| DEF | Gustau Biosca             |      | 7     |       | 3                  |                    | 4                     |                       |
| DEF | Josep Seguer              |      | 3     |       | 3                  |                    |                       |                       |
| DEF | Melanio Olmedo            |      | 0     |       |                    |                    |                       |                       |
| MIG | Martí Vergés              |      | 28    | 2     | 21                 | 1                  | 7                     | 1                     |
| MIG | Joan Segarra              |      | 22    |       | 15                 |                    | 7                     |                       |
| MIG | Andreu Bosch              |      | 18    | 5     | 18                 | 5                  |                       |                       |
| MIG | Enric Gensana             |      | 17    |       | 12                 |                    | 5                     |                       |
| MIG | Isidre Flotats            |      | 2     |       | 1                  |                    | 1                     |                       |
| MIG | Francesc Jofra            |      | 0     |       |                    |                    |                       |                       |
| MIG | Enrique Vicedo            |      | 0     |       |                    |                    |                       |                       |
| DAV | Estanislau Basora         |      | 31    | 12    | 24                 | 10                 | 7                     | 2                     |
| DAV | Eulogio Martínez          |      | 29    | 24    | 23                 | 9                  | 6                     | 15                    |
| DAV | Laszlo Kubala             |      | 23    | 14    | 18                 | 9                  | 5                     | 5                     |
| DAV | Luis Suárez               |      | 23    | 13    | 21                 | 13                 | 2                     |                       |
| DAV | Ramón Alberto Villaverde  |      | 20    | 9     | 15                 | 4                  | 5                     | 5                     |
| DAV | Just Tejada               |      | 20    | 11    | 16                 | 8                  | 4                     | 3                     |
| DAV | Francesc Sampedro         |      | 16    | 2     | 13                 | 1                  | 3                     | 1                     |
| DAV | Eduard Manchón            |      | 16    | 7     | 14                 | 7                  | 2                     |                       |
| DAV | Armando Fernández "Mandi" |      | 3     |       | 3                  |                    |                       |                       |
| DAV | Lluís Coll                |      | 2     |       | 2                  |                    |                       |                       |

## Classificació
| Competició            | Pos. | P  | PG | PE | PP | GF | GC | Campió          |
| --------------------- | ---- | -- | -- | -- | -- | -- | -- | --------------- |
| Campionat de Lliga    | 3r   | 30 | 16 | 7  | 7  | 70 | 37 | Reial Madrid CF |
| Copa del Generalíssim | C    | 7  | 6  | 1  | 0  | 32 | 8  | CF Barcelona    |
| Copa de Fires         |      |    |    |    |    |    |    |                 |

- Petita Copa del Món: Campió.

## Resultats
NOTA: 1.
A mediados de Julio de 1956, el: "Oviedo", denunció al equipo de: La España Industrial, como un equipo filial del Barça y solicitó su plaza en la Primera DIvisión. La respuesta de la Federación, fue la de desestimación, ya que estaba demostrado con muy diversos documentos, que: La España Industrial, ya no era un equipo filial del Barça. A mediados d'agosto de 1956, el: "Oviedo" volvió a denunciar a: La España Industrial, al explicar, que como equipo nuevo de la primera división, La España Industrial, no tenía un campo própio en donde disputar sus partidos como local, cuestión que entonces ya era obligada, y por eso, la Federación, obligó
a: La España Industrial, a pronunciarse al respecto, antes de las 3 semanas del comienzo del nuevo Campeonato de Liga, y eso, trajo como consecuencia, a que: La España Industrial, se "refundase" de nuevo con el nombre de: Condal, y así, poder jugar sus partidos en casa, en el Campo de Les Corts. La cosa terminó así.
NOTA: 2.
El: 02-09-56, se celebró en el Campo de Les Corts, un partido (benéfico), de "homenaje" al "Real Madrid", como primer: Campeón d'Europa, Su oponente fue la: Sélección (de Barcelona) Catalana. Fue todo un éxito de Taquilla y de Público. El resultado final fue de: Selección (de Barcelona) Catalana 2 - Real Madrid 7. El: 16-09-56, el Campo de Les Corts, albergó el partido de Liga: Espanyol - Real Madrid, 0-0. El estadio de Sarriá, estaba en obras por la construcción d'una Nueva Tribuna, y al no llegar a tiempo para su inauguración, jugó su correspondiente partido de Liga contra el Real Madrid, en el terreno del Barça de Les Corts.
NOTA: 3.
El nuevo entrenador del Barça: Domènech Balmanya, aprovechó muchos de los jueves intersemanales, y en lugar d'entrenamientos, pidió celebrar diferentes Partidos Amistosos, por las tardes, y contra la mayoría de los equipos Catalanes, que formaban parte de los grupos VI y VII, de la Tercera División. Partidos que le sirvieron para probar en ellos, a futuros nuevos jugadores, a poner a punto a los que salían de sus respectivas lesiones, y a mantener en forma, a los suplentes
| AMISTÓS                                                             |
| ------------------------------------------------------------------- |
| 22-08-56 BARCELONA - RACING PARIS 5-2                               |
| 23-08-56 SANTS-BARCELONA 1-3                                        |
| 26-08-56 SABADELL - BARCELONA 3-2                                   |
| 26-08-56 LLEIDA - BARCELONA 1-9                                     |
| 28-08-56 EUROPA-BARCELONA 1-4                                       |
| 29-08-56 BARCELONA - KIKERS OFFENBACH 5-1                           |
| 02-09-56 VIC-BARCELONA 3-4                                          |
| 06-09-56 REUS-BARCELONA 1-4                                         |
| 07-09-56 TORTOSA-BARCELONA 1-3                                      |
| 11-09-56 OLOT-BARCELONA sense dades                                 |
| 03-10-56 RACING PARIS - BARCELONA 4-2                               |
| 12-10-56 CALDES-BARCELONA 2-8                                       |
| 17-10-56 BARCELONA-GIRONA 3-1                                       |
| 24-10-56 KICKERS OFFENBACH - BARCELONA 3-4                          |
| 01-11-56 GIRONA-BARCELONA 0-4                                       |
| 07-11-56 BARCELONA-AVILÉS 4-0                                       |
| 15-11-56 BARCELONA-TERRASSA 3-1                                     |
| 28-11-56 BARCELONA-BADALONA 5-3                                     |
| 04-12-56 BARCELONA - HONVED BUDAPEST 3-4                            |
| 08-12-56 LEVANTE-BARCELONA 1-3                                      |
| 12-12-56 BARCELONA-SANTS 7-4                                        |
| 26-12-56 BARCELONA - FIRTS VIENA 4-3                                |
| 01-01-57 BARCELONA - CHAUX DE FONDS 3-1                             |
| 10-01-57 BARCELONA-JÚPITER 5-0                                      |
| 24-01-57 MANRESA-BARCELONA 1-3                                      |
| 07-02-57 BARCELONA-FERROL 7-3                                       |
| 14-02-57 BARCELONA-GIMNÀSTIC DE TARRAGONA 2-2                       |
| 21-02-57 BARCELONA- POBLE SEC 5-1                                   |
| 27-02-57 BARCELONA-MANRESA 6-0                                      |
| 10-03-57 BARCELONA - NORRKOPING 7-1                                 |
| 19-03-57 BARCELONA - KAISERSLAUTERN 3-2                             |
| 28-03-57 SELECCIO MENORQUINA - BARCELONA 2-3                        |
| 31-03-57 GIRONA-BARCELONA 2-3                                       |
| 11-04-57 BARCELONA-SANT ANDREU 2-2                                  |
| 25-04-57 BARCELONA-HORTA 6-0                                        |
| 05-05-57 BARCELONA - SAARBRUCKEN 4-1                                |
| 08-05-57 BARCELONA - MANCHESTER CITY 3-2                            |
| 16-05-57 BARCELONA-VIC 8-2                                          |
| 22-05-57 BARCELONA - BLACKPOOL 3-3                                  |
| 26-05-57 BARCELONA - LAZIO 2-1                                      |
| 20-06-57 BARCELONA-INDAUCHU 5-2                                     |
| 23-06-57 BARCELONA - VASCO DA GAMA 2-7                              |
| 30-06-57 PEQUENA COPA DEL MUNDO BARCELONA - MONTEVIDEO 4-0          |
| 04-07-57 PEQUENA COPA DEL MUNDO BARCELONA - BOTAFOGO 3-0            |
| 07-07-57 PEQUENA COPA DEL MUNDO BARCELONA - SEVILLA 3-2             |
| 11-07-57 PEQUENA COPA DEL MUNDO BARCELONA - NACIONAL MONTEVIDEO 3-2 |
| 14-07-57 PEQUENA COPA DEL MUNDO BARCELONA - SEVILLA 2-2             |
| 18-07-57 PEQUENA COPA DEL MUNDO BARCELONA - BOTAFOGO 2-2            |

| Campionat de Lliga |

| 9 setembre 1956 | CF Barcelona               | 2 - 0 | CA Osasuna | Barcelona                                             |  |
| Jornada 1       | Bosch 11' · Villaverde 75' |       |            | Camp de les Corts · González Echeverria (Guipúscoa) · |  |

| 16 setembre 1956 | Real Valladolid Deportivo | 2 - 1 | CF Barcelona | Valladolid                                                   |  |
| Jornada 2        | Badenes 17' · Murillo 28' |       | Basora 46'   | Estadio Municipal de Zorrilla · Zariquiegui Izco (Navarra) · |  |

| 23 setembre 1956 | CF Barcelona                                     | 7 - 3 | Club Atlético de Madrid                   | Barcelona                                     |  |
| Jornada 3        | Luis Suárez 11' 29' 64' 84' · Tejada 33' 46' 67' |       | Brugué (p.p.) 63' · Cobo 74' · Collar 85' | Camp de les Corts · Gómez Arribas (Biscaia) · |  |

| 30 setembre 1956 | Real Jaén CF | 1 - 2 | CF Barcelona                 | Jaén                                              |  |
| Jornada 4        | Antoniet 30' |       | Tejada 31' · Luis Suárez 59' | Estadio de la Victoria · Marrón Martín (Centre) · |  |

| 7 octubre 1956 | CF Barcelona                                    | 3 - 1 | RC Deportivo de la Coruña | Barcelona                                    |  |
| Jornada 5      | Luis Suárez 52' · Sampedro 59' · Villaverde 62' |       | Tino 82'                  | Camp de les Corts · Asensi Martín (Centre) · |  |

| 14 octubre 1956 | Club Atlético de Bilbao | 1 - 1 | CF Barcelona    | Bilbao                                         |  |
| Jornada 6       | Maguregui 81'           |       | Luis Suárez 64' | Estadi de San Mamés · Novella Barco (Centre) · |  |

| 21 octubre 1956 | UD Las Palmas | 1 - 0 | CF Barcelona | Las Palmas de Gran Canaria                       |  |
| Jornada 7       | Cabrera 35'   |       |              | Estadio Insular · García Fernández (Cantàbria) · |  |

| 28 octubre 1956 | CF Barcelona | 1 - 0 | Reial Societat | Barcelona                                    |  |
| Jornada 8       | Vergés 79'   |       |                | Camp de les Corts · Marrón Martín (Centre) · |  |

| 4 novembre 1956 | València CF                           | 3 - 3 | CF Barcelona                                    | València                                    |  |
| Jornada 9       | Seguí 21' · Areta II 48' · Martín 87' |       | Eulogio Martínez 37' · Tejada 70' · Manchón 88' | Estadi de Mestalla · Rey Martínez (Aragó) · |  |

| 11 novembre 1956 | CF Barcelona    | 1 - 0 | Reial Madrid CF | Barcelona                                                    |  |
| Jornada 10       | Luis Suárez 46' |       |                 | Camp de les Corts · Ortiz de Mendibil Monasterio (Biscaia) · |  |

| 18 novembre 1956 | Real Zaragoza CD        | 2 - 0 | CF Barcelona | Saragossa                                      |  |
| Jornada 11       | Domingo 2' · Wilson 34' |       |              | Estadio de Torrero · Gómez Arribas (Biscaia) · |  |

| 25 novembre 1956 | CF Barcelona                                                | 4 - 1 | RC Celta de Vigo | Barcelona                                             |  |
| Jornada 12       | Manchón 5' · Eulogio Martínez 24' · Gràcia 39' · Tejada 44' |       | Mauro 33'        | Camp de les Corts · González Echeverría (Guipúscoa) · |  |

| 1 desembre 1956 | CD Condal | 1 - 1 | CF Barcelona | Barcelona                                 |  |
| Jornada 13      | Duró 70'  |       | Manchón 56'  | Camp de les Corts · Blanco Pérez (Oest) · |  |

| 16 desembre 1956 | CF Barcelona | 1 - 1 | RCD Espanyol | Barcelona                                          |  |
| Jornada 14       | Manchón 17'  |       | Coll 14'     | Camp de les Corts · García Fernández (Cantàbria) · |  |

| 23 desembre 1956 | Sevilla CF            | 2 - 1 | CF Barcelona | Sevilla                                  |  |
| Jornada 15       | Ramoní 12' · Arza 42' |       | Bosch 79'    | Estadio de Nervión · Caballero Camacho · |  |

| 30 desembre 1956 | CA Osasuna               | 2 - 2 | CF Barcelona                      | Pamplona                                       |  |
| Jornada 16       | Marañón 65' · Sabino 67' |       | Eulogio Martínez 10' · Kubala 47' | Estadio de San Juan · Novella Barco (Centre) · |  |

| 6 gener 1957 | CF Barcelona                                       | 4 - 0 | Real Valladolid Deportivo | Barcelona                                     |  |
| Jornada 17   | Eulogio Martínez 47' · Kubala 61' 76' · Basora 86' |       |                           | Camp de les Corts · Gómez Arribas (Biscaia) · |  |

| 13 gener 1957 | Club Atlético de Madrid | 2 - 1 | CF Barcelona       | Madrid                                        |  |
| Jornada 18    | Peiró 3' · Rusiñol 57'  |       | Vallejo (p.p.) 52' | Estadio Metropolitano · Blanco Pérez (Oest) · |  |

| 20 gener 1957 | CF Barcelona                                  | 4 - 2 | Real Jaén CF               | Barcelona                                        |  |
| Jornada 19    | Luis Suárez 9' 15' · Basora 19' · Manchón 70' |       | Paseiro 10' · Antoniet 83' | Camp de les Corts · Zariquiegui Izco (Navarra) · |  |

| 27 gener 1957 | RC Deportivo de la Coruña | 1 - 6 | CF Barcelona                                                        | La Corunya                                                  |  |
| Jornada 20    | Liz 65'                   |       | Eulogio Martínez 12' · Kubala 15' 48' 61' · Manchón 23' · Bosch 47' | Estadi Municipal de Riazor · García Fernández (Cantàbria) · |  |

| 3 febrer 1957 | CF Barcelona                     | 2 - 0 | Club Atlético de Bilbao | Barcelona                                    |  |
| Jornada 26    | Tejada 9' · Eulogio Martínez 45' |       |                         | Camp de les Corts · Asensi Martín (Centre) · |  |

| 10 febrer 1957 | CF Barcelona                                                                    | 6 - 1 | UD Las Palmas | Barcelona                                    |  |
| Jornada 22     | Villaverde 17' · Bosch 49' 52' · Basora 66' · Eulogio Martínez 81' · Kubala 83' |       | Peña 30'      | Camp de les Corts · Novella Barco (Centre) · |  |

| 17 febrer 1957 | Reial Societat             | 2 - 2 | CF Barcelona                      | Sant Sebastià                              |  |
| Jornada 23     | Querejeta 41' · Ucelay 46' |       | Eulogio Martínez 51' · Kubala 62' | Estadi d'Atotxa · Marrón Martín (Centre) · |  |

| 24 febrer 1957 | CF Barcelona                                      | 3 - 2 | València CF               | Barcelona                                        |  |
| Jornada 24     | Basora 7' · Villaverde 14' · Eulogio Martínez 56' |       | Areta II 30' · Iborra 82' | Camp de les Corts · Zariquiegui Izco (Navarra) · |  |

| 3 març 1957 | Reial Madrid CF | 1 - 0 | CF Barcelona | Madrid                                                       |  |
| Jornada 25  | Joseíto 21'     |       |              | Estadi Santiago Bernabéu · González Echeverría (Guipúscoa) · |  |

| 17 març 1957 | CF Barcelona           | 4 - 2 | Real Zaragoza CD | Barcelona                               |  |
| Jornada 26   | Basora 22' 43' 59' 86' |       | Wilson 22' 54'   | Camp de les Corts · Mosquera Maceiras · |  |

| 24 març 1957 | RC Celta de Vigo | 0 - 2 | CF Barcelona                 | Vigo                                           |  |
| Jornada 27   |                  |       | Luis Suárez 42' · Tejada 82' | Estadi de Balaídos · Birigay Nieva (Biscaia) · |  |

| 7 abril 1957 | CF Barcelona                                                      | 5 - 0 | CD Condal | Barcelona                                  |  |
| Jornada 28   | Luis Suárez 12' 54' · Basora 22' · Manchón 51' · Rodri (p.p.) 85' |       |           | Camp de les Corts · Rey Martínez (Aragó) · |  |

| 14 abril 1957 | RCD Espanyol          | 2 - 0 | CF Barcelona | Barcelona                                         |  |
| Jornada 29    | Faura 57' · Arcas 81' |       |              | Estadi de Sarrià · García Fernández (Cantàbria) · |  |

| 21 abril 1957 | CF Barcelona | 1 - 1 | Sevilla CF  | Barcelona                                     |  |
| Jornada 30    | Kubala 46'   |       | Enrique 21' | Camp de les Corts · Birigay Nieva (Biscaia) · |  |

| Copa del Generalíssim |

| 28 abril 1957            | Club Atlético de Madrid | 2 - 5 | CF Barcelona                                                    | Madrid                                         |  |
| Vuitens de final - anada | Garabal · Peiró         |       | Eulogio Martínez 14' · Basora 31' · Kubala 48' 84' · Tejada 56' | Estadio Metropolitano · Rey Martínez (Aragó) · |  |

| 1 maig 1957              | CF Barcelona                                      | 8 - 1 | Club Atlético de Madrid | Barcelona                                             |  |
| Vuitens de final - anada | Eulogio Martínez 16' 19' 26' 41' 83' · Kubala 54' |       | Hernández 73'           | Camp de les Corts · González Echeverria (Guipúscoa) · |  |

| 12 maig 1957            | Reial Madrid CF    | 2 - 2 | CF Barcelona            | Madrid                                               |  |
| Quarts de final - anada | Di Stéfano 20' 35' |       | Kubala 15' · Basora 59' | Estadi Santiago Bernabéu · Birigay Nieva (Biscaia) · |  |

| 19 maig 1957              | CF Barcelona                                                  | 6 - 1 | Reial Madrid CF | Barcelona                                             |  |
| Quarts de final - tornada | Eulogio Martínez 4' 47' 51' 63' · Kubala 34' · Villaverde 81' |       | Rial 76'        | Camp de les Corts · González Echeverria (Guipúscoa) · |  |

| 2 juny 1957        | Reial Societat | 1 - 5 | CF Barcelona                                               | Sant Sebastià     |  |
| Semifinals - anada | Gordejuela 23' |       | Tejada 15' 31' · Villaverde 62' · Eulogio Martínez 72' 80' | Estadi d'Atotxa · |  |

| 9 juny 1957          | CF Barcelona                                               | 5 - 1 | Reial Societat | Barcelona           |  |
| Semifinals - tornada | Villaverde 33' 50' 75' · Vergés 65' · Eulogio Martínez 84' |       | Ucelay 81'     | Camp de les Corts · |  |

| 16 juny 1957 | CF Barcelona | 1 - 0 | RCD Espanyol | Barcelona                                                              |  |
| 18:00 Final  | Sampedro 80' |       |              | Estadi de Montjuïc · 75.000 espectadors · Zariquiegui Izco (Navarra) · |  |